# Fluorid neodymitý
Fluorid neodymitý je anorganická sloučenina s chemickým vzorcem NdF3. 

## Příprava
Stejně jako ostatní fluoridy lanthanoidů je fluorid neodymitý vysoce nerozpustný ve vodě, což umožňuje jeho syntézu z vodného roztoku dusičnanu neodymitého reakcí s kyselinou fluorovodíkovou, z níž se vysráží jako hemihydrát:
Nd(NO3)3(aq) + 3 HF → NdF3•½H2O + 3 HNO3
Může být také připraven reakcí oxidu neodymitého s kyselinou fluorovodíkovou:
Nd2O3 + 6HF → 2NdF3 + 3H2O
Bezvodý materiál lze získat sušením hydrátu, na rozdíl od jiných halogenidů neodymu, které při zahřívání tvoří oxyhalogenidy.

## Využití
Fluorid neodymitý je často využíván při výrobě fluoridových skel. Při získávání neodymu z rud je fluorid neodymitý často meziproduktem a následně se redukuje na pevný kov (např. přidáním vápníku, čímž vzniká fluorid vápenatý) nebo elektrolýzou tavené soli.

## Jiné sloučeniny
Fluorid neodymitý tvoří s hydrazinem sloučeniny jako NdF3•3N2H4•3H2O, což jsou bílé hexagonální krystaly, rozpustné ve vodě a trochu rozpustné v ethanolu a methanolu s hustotou 2,3547 g/cm3.